# Leuctra helvetica
Leuctra helvetica är en bäcksländeart som beskrevs av Aubert 1956. Leuctra helvetica ingår i släktet Leuctra och familjen smalbäcksländor. Inga underarter finns listade i Catalogue of Life.